# Audea melaleuca
Audea melaleuca là một loài bướm đêm trong họ Erebidae.